# 'Na fabbrica e buscie
'Na fabbrica e buscie è il ventinovesimo album in studio del cantante italiano Mauro Nardi, pubblicato nel 2005 dalla Seamusica.

## Tracce
1. 'Na fabbrica 'e buscie – 3:44
2. 'Na guerra e parole – 4:17
3. Stella ennamorada – 3:51
4. Innamorarmi ancora – 4:32
5. Zittu Zitt – 4:16
6. 'A guerra e' fernuta – 3:43
7. Comm'e' fatto – 4:21
8. Voglio fa' ammore – 3:57
9. Nun si cchiu' tu – 4:22
10. Ce hamma spartere – 4:32